# Le Pin (Allier)
Le Pin település Franciaországban, Allier megyében. Lakosainak száma 431 fő (2022. január 1.). Le Pin Coulanges, Molinet, Monétay-sur-Loire, Saint-Didier-en-Donjon és Saint-Léger-sur-Vouzance községekkel határos.

## Népesség
A település népességének változása:
| Lakosok száma | 539  | 458  | 413  | 368  | 402  | 403  | 411  | 423  | 425  | 431  |
|               | 1968 | 1982 | 1990 | 2006 | 2013 | 2015 | 2017 | 2019 | 2020 | 2022 |